# Anna de' Medici (1616-1676)
Anna di Cosimo II de' Medici (Firenze, 21 luglio 1616 – Vienna, 11 settembre 1676) era la settima figlia di Cosimo II de' Medici e Maria Maddalena d'Austria.

## Biografia

### Infanzia
Anna nacque a Palazzo Pitti. Suo padre era Cosimo II de' Medici, granduca di Toscana dal 1609. La madre di Anna era Maria Maddalena d'Austria, figlia di Carlo II, arciduca d'Austria e sorella dell'imperatore Ferdinando II.
Suo padre morì il 28 febbraio 1621, facendo sì che sua madre e sua nonna, la granduchessa Cristina, diventassero reggenti fino alla maggiore età di suo fratello. Si diceva che Anna e sua sorella Margherita avessero ereditato dalla madre le sue buone qualità e le sue abilità commerciali. Come molti membri della sua famiglia, Anna era una grande amante e patrona delle arti.

### Matrimonio
Dopo il fallimento dei piani matrimoniali tra Anna e Gastone, duca di Orléans, venne fidanzata con l'arciduca Ferdinando Carlo d'Austria. Nel 1646 Anna lasciò la nativa Firenze per Innsbruck. Il 10 giugno si celebrarono le nozze. L'unione fu negoziata dalla madre di Ferdinando Carlo, Claudia de' Medici, che era stata reggente d'Austria e Tirolo dalla morte di Leopoldo V nel 1632. Claudia aveva dominato il ducato nella sua reggenza (1632-1646), conseguendo il successo di mantenere il Tirolo fuori dalla Guerra dei Trent'anni. L'anno del loro matrimonio, Ferdinando Carlo rilevò i doveri governativi da sua madre e divenne il sovrano del Tirolo e dell'Austria Anteriore. 
La coppia preferiva le attrazioni dell'opulenta corte toscana alle montagne del Tirolo e di conseguenza erano più spesso a Firenze che a Innsbruck. 

### Vedovanza

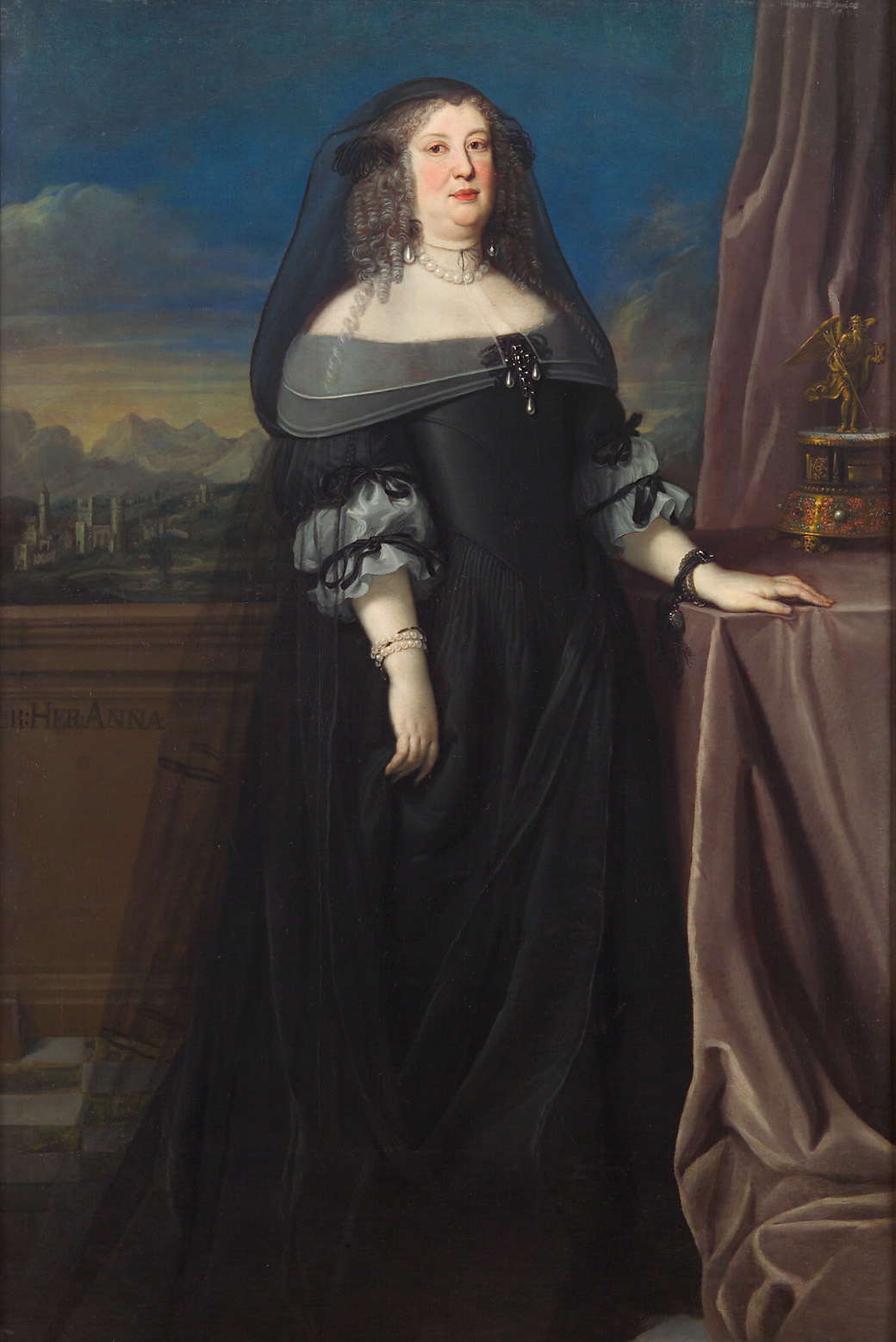
Anna de' Medici, 1666. Ritratto di Giovanni Maria Morandi.

Nel 1662 Ferdinando Carlo morì. Dato che avevano solo due figlie sopravvissute, il fratello minore, l'arciduca Sigismondo Francesco, ereditò i suoi titoli. Alla vigilia del suo matrimonio con una principessa, tuttavia, Sigismondo Francesco morì nel 1665. Ciò comportò il ritorno della contea sotto il governo diretto di Vienna, nonostante gli sforzi di Anna per conservare qualche traccia di potere per sé come contessa vedova. I suoi tentativi di persuadere Vienna derivavano anche dal fatto che Anna voleva proteggere i diritti delle sue due figlie. Questa disputa non si sarebbe conclusa fino al 1673, quando la sua unica figlia sopravvissuta Claudia Felicita, sposò Leopoldo I, il responsabile dell'annessione della Contea.

### Morte
Anna non solo sopravvisse per quattordici anni a suo marito, ma anche alla figlia maggiore, che morì poco dopo il proprio matrimonio. Morì l'11 settembre 1676 a Vienna.

## Discendenza
Anna e Ferdinando Carlo ebbero tre figlie:
- Claudia Felicita (30 maggio 1653–8 aprile 1676), sposò l'imperatore Leopoldo I;
- una figlia (nata e morta il 19 luglio 1654);
- Maria Maddalena (17 agosto 1656–21 gennaio 1669).

## Ascendenza
|                           |                        |                       | Genitori                         |  |  | Nonni |  |  | Bisnonni            |  |  | Trisnonni                 |  |
|                           |                        |                       |                                  |  |  |       |  |  | Cosimo I de' Medici |  |  | Giovanni delle Bande Nere |  |
|                           |                        |                       |                                  |  |  |       |  |  | Cosimo I de' Medici |  |  | Giovanni delle Bande Nere |  |
|                           |                        | Maria Salviati        |                                  |  |  |       |  |  | Cosimo I de' Medici |  |  |                           |  |
| Ferdinando I de' Medici   |                        |                       |                                  |  |  |       |  |  | Cosimo I de' Medici |  |  |                           |  |
|                           |                        | Eleonora di Toledo    | Pedro Álvarez de Toledo y Zúñiga |  |  |       |  |  |                     |  |  |                           |  |
|                           |                        | Eleonora di Toledo    | Pedro Álvarez de Toledo y Zúñiga |  |  |       |  |  |                     |  |  |                           |  |
|                           |                        | Eleonora di Toledo    | María Osorio y Pimentel          |  |  |       |  |  |                     |  |  |                           |  |
| Cosimo II de' Medici      |                        | Eleonora di Toledo    |                                  |  |  |       |  |  |                     |  |  |                           |  |
|                           |                        | Carlo III di Lorena   | Francesco I di Lorena            |  |  |       |  |  |                     |  |  |                           |  |
|                           |                        | Carlo III di Lorena   | Francesco I di Lorena            |  |  |       |  |  |                     |  |  |                           |  |
|                           |                        | Carlo III di Lorena   | Cristina di Danimarca            |  |  |       |  |  |                     |  |  |                           |  |
| Cristina di Lorena        |                        | Carlo III di Lorena   |                                  |  |  |       |  |  |                     |  |  |                           |  |
|                           |                        | Claudia di Valois     | Enrico II di Francia             |  |  |       |  |  |                     |  |  |                           |  |
|                           |                        | Claudia di Valois     | Enrico II di Francia             |  |  |       |  |  |                     |  |  |                           |  |
|                           |                        | Claudia di Valois     | Caterina de' Medici              |  |  |       |  |  |                     |  |  |                           |  |
| Anna de' Medici           |                        | Claudia di Valois     |                                  |  |  |       |  |  |                     |  |  |                           |  |
|                           | Ferdinando I d'Asburgo | Filippo I d'Asburgo   |                                  |  |  |       |  |  |                     |  |  |                           |  |
|                           | Ferdinando I d'Asburgo | Filippo I d'Asburgo   |                                  |  |  |       |  |  |                     |  |  |                           |  |
|                           | Ferdinando I d'Asburgo | Giovanna di Castiglia |                                  |  |  |       |  |  |                     |  |  |                           |  |
| Carlo II d'Austria        | Ferdinando I d'Asburgo |                       |                                  |  |  |       |  |  |                     |  |  |                           |  |
|                           |                        | Anna Jagellone        | Ladislao II di Boemia            |  |  |       |  |  |                     |  |  |                           |  |
|                           |                        | Anna Jagellone        | Ladislao II di Boemia            |  |  |       |  |  |                     |  |  |                           |  |
|                           |                        | Anna Jagellone        | Anna di Foix-Candale             |  |  |       |  |  |                     |  |  |                           |  |
| Maria Maddalena d'Austria |                        | Anna Jagellone        |                                  |  |  |       |  |  |                     |  |  |                           |  |
|                           |                        | Alberto V di Baviera  | Guglielmo IV di Baviera          |  |  |       |  |  |                     |  |  |                           |  |
|                           |                        | Alberto V di Baviera  | Guglielmo IV di Baviera          |  |  |       |  |  |                     |  |  |                           |  |
|                           |                        | Alberto V di Baviera  | Maria Giacomina di Baden         |  |  |       |  |  |                     |  |  |                           |  |
| Maria Anna di Baviera     |                        | Alberto V di Baviera  |                                  |  |  |       |  |  |                     |  |  |                           |  |
|                           |                        | Anna d'Austria        | Ferdinando I d'Asburgo           |  |  |       |  |  |                     |  |  |                           |  |
|                           |                        | Anna d'Austria        | Ferdinando I d'Asburgo           |  |  |       |  |  |                     |  |  |                           |  |
|                           |                        | Anna d'Austria        | Anna Jagellone                   |  |  |       |  |  |                     |  |  |                           |  |
|                           |                        | Anna d'Austria        |                                  |  |  |       |  |  |                     |  |  |                           |  |